# Abies veitchii
Sapin de Veitch
Espèce
Statut de conservation UICN

 LC  : Préoccupation mineure
Abies veitchii, le Sapin de Veitch, est une espèce de Sapin de la famille des Pinaceae. Il est originaire du Japon.

## Étymologie
John Lindley a nommé ce Sapin en l'honneur de John Gould Veitch qui a étudié la végétation du Japon.

## Description
Le Sapin de Veitch est un arbre sempervirent, à la vie relativement courte (environ un siècle) pouvant atteindre une hauteur de 25 mètres. Son houppier prend la forme d'un cône étroit, mais peut chez les plus vieux individus plutôt adopter la forme d'une colonne. 
Les branches de la partie inférieure du houppier sont courbés vers le haut, de sorte que la face inférieure des aiguilles soient visibles ; tandis que les branches de la partie supérieure sont horizontales ou légèrement courbées vers le bas.
Dans les premières années de sa vie, le Sapin de Veitch montre la plus forte croissance de toutes les espèces de Sapin. Il croit de 15 centimètres la troisième année, et jusqu'à 60 la quatrième. Le débourrement des bourgeons survint seulement à mi-juin, ce qui en fait le plus tardif d'entre tous les Sapins. Les branches croissent jusqu'en août. 
L'écorce va de brune à vert-brun. Elle est lisse, avec des lignes horizontales et des taches blanchâtres sur les vieux arbres. Le tronc présente de grandes crevasses à la base des branches. L'écorce des branches est gris-vert pâle, légèrement nervuré et plus ou moins recouvert de poils. Les bourgeons sont rouges à pourpres. Toutes les aiguilles pointent vers l'extrémité libre de la branche. Elles sont proches l'une de l’autre. Elles sont vert foncé, parfois brillantes. Elles présentent deux larges bandes brillantes et argentées de stomates sur la face inférieure. Elles ont jusqu'à 2,5 cm de longueur et deviennent de plus en plus larges en allant vers l'extrémité de la branche. Les aiguilles écrasées sentent la résine.

## Répartition
Le Sapin de Veitch est originaire de deux îles situées au centre du Japon. Son aire naturelle est une zone de 60 hectares sur les îles Honshu et Shikoku. On le voit rarement en Europe centrale mais il est de temps en temps planté dans les parcs.

## Systématique
La Sepin de Veitch fait partie de la section Balsamea au sein du genre Abies